# Bernardsville
Bernardsville é um distrito localizado no estado americano de Nova Jérsei, no Condado de Somerset.

## Demografia
Segundo o censo americano de 2000, a sua população era de 7345 habitantes. 
Em 2006, foi estimada uma população de 7688, um aumento de 343 (4.7%).

## Geografia
De acordo com o United States Census Bureau tem uma área de 
33,5 km², dos quais 33,5 km² cobertos por terra e 0,0 km² cobertos por água. Bernardsville localiza-se a aproximadamente 73 m acima do nível do mar.

## Localidades na vizinhança
O diagrama seguinte representa as localidades num raio de 12 km ao redor de Bernardsville. 